# هيندرا رضوان
هيندرا رضوان (بالإندونيسية: Hendra Ridwan) هو لاعب كرة قدم إندونيسي في مركز الوسط، ولد في 1 ديسمبر 1985 في ماكاسار في إندونيسيا. شارك مع منتخب إندونيسيا تحت 23 سنة لكرة القدم. أما مع النوادي، فقد لعب مع برسيب باندونغ وبرسيبورا جايابورا ونادي آريما كرونوس.